# NIO ES6
La NIO ES6 (chiamata in Europa EL6)  è un'autovettura elettrica prodotta dalla casa automobilistica cinese NIO a partire da maggio 2019.

## Descrizione
La ES6 è un SUV di dimensioni medio-grandi a 5 posti ed è il terzo veicolo prodotto da NIO, dopo la EP9 e la ES8.
La carrozzeria e il telaio sono realizzati con struttura mista in alluminio con plastica rinforzata con fibre di carbonio (CFRP). Il design e lo stile esterno riprende quello della più grande ES8.
L'ES6 è alimentato da un pacco batteria agli ioni di litio da 70 kWh o 84 kWh. A spingere la vettura ci sono due motori elettrici uno per asse. La versione standard adotta due propulsori da 160 kW (217 CV), che le consente di accelerare da 0 a 100 km/h in 5,6 secondi. Nella versione Premier Edition, il motore posteriore è più potente con 240 kW (326 CV) che le fa coprire lo 0-100 di 4,7 secondi. La velocità massima è di 200 km/h, mentre per arrestare il veicolo da 100 a 0 km/h servono 33,9 metri. L'autonomia secondo il ciclo NEDC è di 410 km per la versione 70 e 510 km per quella a 84.